# Organized Konfusion
Organized Konfusion – amerykańska grupa hip-hopowa pochodząca z Nowego Jorku

## Historia
Grupa została założona w 1987 roku. Początkowo zespół nazywał się Simply 2 Positive. Pod koniec lat osiemdziesiątych wydali album demo dzięki któremu podpisali kontrakt z wytwórnią Hollywood Records. Produkcją albumu zajął się Paul C. W 1991 roku światło dzienne ujrzał pierwszy album studyjny duetu pt. "Organized Konfusion". W 1994 roku grupa wydała swój drugi studyjny album pt. Stress: The Extinction Agenda, który również został wydany w wytwórni Hollywood Records. Po słabym sukcesie komercyjnym Organized Konfusion postanowiło się przenieść do wytwórni Priority Records. W 1997 roku wydali swój trzeci, a zarazem ostatni album studyjny pt. The Equinox. Tego samego roku raperzy postanowili zawiesić działalność zespołu. W 2009 roku muzycy postanowili reaktywować Organized Konfusion. 

## Dyskografia
| Year | Album details                                                                                          | Uwagi            |
| ---- | --- | ---------------- |
| 1991 | Organized Konfusion - Data: 29 października 1991 - Wydawca: Hollywood Basic Records - Format: CD       | - album studyjny |
| 1994 | Stress: The Extinction Agenda - Data: 16 sierpnia 1994 - Wydawca: Hollywood Basic Records - Format: CD | - album studyjny |
| 1997 | The Equinox - Data: 23 września 1997 - Wydawca: Priority Records - Format: CD                          | - album studyjny |